# Braya linearis
Braya linearis là một loài thực vật có hoa trong họ Cải. Loài này được Rouy mô tả khoa học đầu tiên năm 1899.